# Nederlandse Beiaardschool
De Nederlandse Beiaardschool (NBS) is een opleiding voor het vak van beiaardier, gevestigd in Amersfoort.
De school is opgericht in 1953. Vanaf 1985 maakt de NBS deel uit van de Hogeschool voor de Kunsten Utrecht (de faculteit Muziek, ofwel het Utrechts Conservatorium). De NBS is de enige opleiding in Nederland waar het vak Beiaard wordt gegeven tot op het hoogste niveau van Master of Music.
Sinds de oprichting in 1953 hebben meer dan 250 studenten aan de NBS gestudeerd. Bijna de helft van de studenten was afkomstig uit het buitenland. Veel oud-studenten van de NBS zijn nu beiaardier van een van de 182 carillons in Nederland of een carillon in het buitenland. Het onderwijs aan de NBS is dan ook sterk internationaal georiënteerd. Alle algemene conservatoriumvakken worden gegeven in Utrecht, alleen de beiaard-specifieke vakken als beiaard, harmonie aan de beiaard, en Campanologie worden in Amersfoort gegeven.
In 1953 vestigde de beiaardschool zich in de Plompe- of Dieventoren. In 1978 werd een pand aan het Grote Spui in gebruik genomen.
Op 6 september 2014, ontving de school uit handen van burgemeester Lucas Bolsius een stadsoorkonde. Burgemeester Bolsius zei toen: "De Beiaardschool is uniek in zijn soort en geeft Amersfoort een naam in de hele wereld". Op dat moment kwam ook een einde aan een ruim twee jaar durende verbouwing, waardoor de school twee jaar gesloten is geweest.

## Faciliteiten
De school heeft twee carillons ter beschikking in de Onze-Lieve-Vrouwetoren en maakt gebruik van de beiaard van het Belgenmonument op de Amersfoortse Berg. In de Onze-Lieve-Vrouwetoren zijn 100 klokken aanwezig. Zeven luidklokken worden gebruikt door het Amersfoorts klokkenluidersgilde, het Hemony-beiaard uit de 17e eeuw telt 35 klokken en een nieuwer beiaard uit de 20e eeuw telt 58 klokken.

## Beiaardcentrum Nederland
De school is ook een kennis- en activiteitencentrum voor alles wat met de beiaard heeft te maken. Deze activiteiten zijn georganiseerd in de stichting Beiaardcentrum Nederland. Deze stichting organiseert de wekelijkse bespelingen, concertseries en bijzondere projecten in Amersfoort door studenten en docenten van de NBS. Beiaardcentrum Nederland geeft ook bladmuziek, literatuur en audio-visuele materialen uit. Men kan bij Beiaardcentrum Nederland ook een deeltijdopleiding volgen en een cursus voor amateurs.